# Pärlugglor
Pärlugglor (Aegolius) är ett släkte i familjen ugglor med fyra nu levande arter som förekommer i norra Europa och Asien samt i Nord- och Sydamerika:
- Pärluggla (Aegolius funereus)
- Rostpärluggla (Aegolius acadicus)
- Brun pärluggla (Aegolius ridgwayi)
- Gulpannad pärluggla (Aegolius harrisii)

Ytterligare en art, bermudapärlugglan (Aegolius gradyi), dog ut under holocen.